# Comté de Talladega
Le comté de Talladega est un comté des États-Unis, situé dans l'État de l'Alabama. Le siège du comté se situe à Talladega.

## Démographie
| 1840   | 1850   | 1860   | 1870   | 1880   | 1890   | 1900   | 1910   |
| ------ | ------ | ------ | ------ | ------ | ------ | ------ | ------ |
| 12 587 | 18 624 | 23 520 | 18 064 | 23 360 | 29 346 | 35 773 | 37 921 |

| 1920   | 1930   | 1940   | 1950   | 1960   | 1970   | 1980   | 1990   |
| ------ | ------ | ------ | ------ | ------ | ------ | ------ | ------ |
| 41 005 | 45 241 | 51 832 | 63 639 | 65 495 | 65 280 | 73 826 | 74 107 |

| 2000   | 2010   | - | - | - | - | - | - |
| ------ | ------ | - | - | - | - | - | - |
| 80 321 | 82 291 | - | - | - | - | - | - |